# جيف إمادا
جيف إمادا (بالإنجليزية: Jeff Imada)‏ مواليد 17 يونيو 1955 في إنغليووود، الولايات المتحدة، هو ممثل ومخرج أمريكي.

## الأعمال
- الغضب 7
- ملحمة الشفق: بزوغ الفجر - الجزء 2
- الدبور الأخضر
- هانا
- ملحمة الشفق: بزوغ الفجر - الجزء 1
- المستردون
- كتاب إيلاي
- ملحمة الشفق: خسوف
- ملحمة الشفق: قمر جديد
- الشفق
- بولز أوف فيوري
- إنذار بورن
- عندما يتصل غريب
- في حذائها
- السيد والسيدة سميث
- جانبية
- سيادة بورن
- ديردفيل
- 8 أميال
- آلة الزمن

## روابط خارجية
- جيف إمادا على موقع IMDb (الإنجليزية)
- جيف إمادا على موقع ألو سيني (الفرنسية)
- جيف إمادا على موقع أول موفي (الإنجليزية)
- جيف إمادا على موقع قاعدة بيانات الأفلام السويدية (السويدية)
- جيف إمادا على موقع قاعدة بيانات الفيلم (الإنجليزية)
- جيف إمادا على موقع كينوبويسك (الروسية)